# Always Outnumbered, Never Outgunned
Always Outnumbered, Never Outgunned – czwarty album studyjny brytyjskiej grupy The Prodigy, wydany 11 sierpnia 2004 w Japonii przez Sony Music Entertainment, w Wielkiej Brytanii 23 sierpnia 2004 przez XL Recordings, a w Stanach Zjednoczonych 15 września 2004 przez Mute Records/Maverick Records. Tytuł albumu jest nawiązaniem do książki Waltera Mosely'ego pt. "Always Outnumbered, Always Outgunned". Został w całości wyprodukowany przez lidera zespołu Liama Howletta.
Pomimo sukcesu komercyjnego jaki odniósł w pierwszych dniach premiery, album jest najsłabiej sprzedającym się ze wszystkich wydanych przez the Prodigy. Został również słabo oceniony przez krytyków, którzy zarzucali mu odejście od stylu znanego w poprzednich albumach.

## Lista utworów
Lista według Discogs
1. "Spitfire" (wokal: J. Lewis) – 5:08
2. "Girls" (wokal: The Magnificent Ping Pong Bitches) – 4:07
3. "Memphis Bells" (wokal: Princess Superstar) – 4:29
4. "Get Up Get Off" (wokal: J. Lewis, Shahin Badar & Twista) – 4:20
5. "Hotride" (wokal: J. Lewis) – 4:36
6. "Wake Up Call" (wokal: Kool Keith, Hanna Robinson & Louise Boone) – 4:56
7. "Action Radar" (wokal: Paul 'Dirtcandy' Jackson & Louise Boone) – 5:36
8. "Medusa's Path" – 6:09
9. "Phoenix" (wokal: Louise Boone) – 4:39
10. "You'll Be Under My Wheels" (wokal: Kool Keith) – 3:57
11. "The Way It Is" (wokal: Louise Boone & Neil McLellan) – 5:46
12. "Shoot Down" (wokal: Liam Gallagher; gitara basowa: Noel Gallagher) – 4:31

Wydanie japońskie
1. "More Girls" (remix utworu "Girls") – 4:26[15]

## Single
- "Girls/Memphis Bells" – Pierwszy singel, dwustronna 12-calowa płyta winylowa Girls/Memphis Bells (XLT 193), wydana w niewielkim nakładzie w Wielkiej Brytanii 21 czerwca 2004 roku. 28 czerwca 2004 utwór Memphis Bells był dostępny na specjalnej stronie internetowej http://www.alwaysoutnumbered.com Do ściągnięcia było 5000 plików z których każdy posiadał unikalne wariacje muzyczne.
- "Girls" – singel został wydany 30 sierpnia 2004 i wspiął się na 19 pozycję na brytyjskiej liście singli.
- "Hotride" – został wydany 1 listopada 2004 w Wielkiej Brytanii. Nie mógł się pojawić na liście singli ponieważ był wydany w formacie EP z trzema dodatkowymi utworami (nie spełniał więc warunków stawianych singlom).
- "Spitfire" – został wydany 28 marca 2005 roku. Został numerem jeden na liście przebojów BBC.

## Pozycje na listach
| Lista | Kraj   | Pozycja |
| ----- | ------ | ------- |
| OLiS  | Polska | 12      |